# Heroes of Might and Magic
A Heroes of Might and Magic (néha röviden csak Heroes vagy HoMM) Körökre osztott, stratégiai számítógépes játéksorozat (Turn-based strategy). Eddig hét sorozat készült el belőle, fejlesztője először a 3DO cég (The 3DO Company) egyik részlege, a New World Computing, volt, aztán a Ubisoft vásárolta meg a játék fejlesztésének a jogait. Maga a játék egy fantáziavilágra alapuló stratégiai konfliktusos játék, ahol a fő karaktereket hősöknek (heroes) hívják és ők a vezérei a mitikus lényekkel teli seregüknek.

## A játéksorozatról
A sorozat előfutára az 1990-es King's Bounty volt, amit sokszor úgy hívtak a gyűjtők, hogy a "Nulladik Heroes" (Heroes Zero). Erre alapul a játéksorozat, ezért szokták még a sorozat első kiadásának is tekinteni. Mivel nagy sikert aratott a New World Computing eme alkotása, a 3DO felvásárolta a céget és megalakult a Heroes sorozat. A játéksorozat részeinek minden egyes története más és más, kronológiailag egymás után következik. A hősök és néhány karakter tud varázsolni, sereget toborozni. Harc, hódítás, különleges területek felderítése, tapasztalatpontok, illetve mágikus tárgyak gyűjtése által a hős egyre erősebb és ügyesebb lesz.
A rajongók az eddig kiadott legjobb fordulókra osztott stratégiai játéksorozatnak titulálták, legfőbb erényként a harcok levezetését nevezve meg. Egy pályakészítő program segítségével a saját elképzeléseket lehet megvalósítani, így az meghosszabbítja az adott sorozatrész élvezhetőségét, és sok saját készítésű pálya meg hadjárat terjeng az Interneten.
Mindegyik sorozatrésznek egyre fejlettebb és fejlettebb a grafikája, és nagyobb a felbontása, mint az előző verziónak. Úgy tűnik, a sorozat elveszíti a figyelmet a harmadik rész után (Heroes of Might and Magic III), ami meglátszik a következő, szegényesebben kidolgozott részek kritikáin is. A játékokat rangsoroló oldalak szerint a második és harmadik rész kiegészítőikkel együtt átlagban 85,3%-os, illetve 87,7%-os értékelést értek el, míg a negyedik és az ötödik rész csak 79,6%-os, valamint 78%-os elismerésben részesültek. Itthon a IV. rész és kiegészítői magyar felirattal és magyar szinkronnal, az V. rész és kiegészítői magyar felirattal jelentek meg. A II. és III. részhez is készült magyarítás, melyet Magyarország legnagyobb Heroes oldalának készítői fordítottak le. Ez ingyenesen letölthető a Heroes of Might & Magic Magyarország rajongói oldaláról, vagy a magyarítások weboldalról. Megjegyzendő az a tény, hogy a negyedik rész kiadása után az addigi fejlesztő, a New World Computing, az anyacég csődbe jutása miatt kivált, így az ötödik részt már egy új csapat, a Nival Interactive fejlesztette, majd a Ubisoft jelentette meg.

## Platformok
A legtöbb részt Windowsra és Mac OS-re tervezték, csak a harmadik rész futtatható még GNU/Linux alatt. Az átírást a Loki Software végezte. Az első két rész csak DOS-szal voltak kompatibilisek, de később átírták őket Windows alá is. Az eredeti játék, a King's Bounty Commodore Amiga, Sega Genesis és DOS alatt is elindult. Az első és második részt még Game Boy Colorra is átírták. Egy egyedi verziót készítettek PlayStation 2-re, amelyen az események valós idejűek, a harcok viszont fordulókra osztottak.

## Heroes Chronicles
Egy melléksorozatot is indítottak a Heroes of Might and Magic III világára Heroes Chronicles néven, Microsoft Windowsra tervezve. A történet közepén egy hős áll, akinek Tarnum a neve.
A Heroes Chronicles sorozatban szereplő játékok a következők:
- Heroes Chronicles: Warlords of the Wastelands (2000)
- Heroes Chronicles: Conquest of the Underworld (2000)
- Heroes Chronicles: Masters of the Elements (2000)
- Heroes Chronicles: Clash of the Dragons (2000)
- Heroes Chronicles: The World Tree
- Heroes Chronicles: The Fiery Moon
- Heroes Chronicles: Revolt of the Beastmasters (2001)
- Heroes Chronicles: The Sword of Frost (2001)

Megjegyzés: Az Amerikai Egyesült Államokban és az Egyesült Királyságban az utolsó két kiadást egy csomagolás alatt adták ki Heroes Chronicles, the Final Chapters (2001) néven.

## A sorozat játékainak a listája
- Heroes of Might and Magic: A Strategic Quest
- Heroes of Might and Magic II: The Succession Wars
  - Heroes of Might and Magic II: The Price of Loyalty
  - Heroes of Might and Magic II: Gold
- Heroes of Might and Magic III: The Restoration of Erathia
  - Heroes of Might and Magic III: Armageddon’s Blade
  - Heroes of Might and Magic III: The Shadow of Death
  - Heroes of Might and Magic III: Complete
- Heroes of Might and Magic IV
  - Heroes of Might and Magic IV: The Gathering Storm
  - Heroes of Might and Magic IV: The Winds of War
  - Heroes of Might and Magic IV: Complete
- Heroes of Might and Magic V
  - Heroes of Might and Magic V: Hammers of Fate
  - Heroes of Might and Magic V: Tribes of the East
  - Heroes of Might and Magic V: Silver Edition
  - Heroes of Might and Magic V: Gold Edition
- Might and Magic Heroes VI
- Might and Magic Heroes VII
- Heroes of Might and Magic: Olden Era